# Saló Internacional del Còmic de Barcelona de 2013
El 31 Saló Internacional del Còmic de Barcelona es va celebrar entre el dijous 11 i el diumenge 14 d'abril de 2013 al pavelló número 8 de la Fira de Barcelona de Montjuïc.
Va comptar amb 141 expositors i, com d'habitud, amb diverses exposicions, tallers de dibuix, conferències, classes magistrals i projeccions de tota mena de pel·lícules relacionades amb el món del còmic. A més, el Saló va estendre la seva col·laboració amb el Departament d'Ensenyament de la Generalitat, oferint tallers didàctics de còmic per al públic més jove del certàmen.
El director, Carles Santamaría, va disposar d'un pressupost de 700.000 euros per a aquesta edició.

## Cartell
L'encarregat de dibuixar el cartell promocional fou el dibuixant asturià Alfonso Zapico, que en la passada edició competia per la Millor obra amb el còmic Dublinés. També, el 2010 fou proclamat Autor revelació del Saló.
El cartell mostra una parella amb vestits d'època prenent té i llegint còmics. Al fons, sobresurten les Torres Venecianes de la Plaça d'Espanya, seu del Saló del Còmic i de l'Exposició Universal de 1929, a la qual el cartell fa referència.

## Exposicions
- Por un puñado de cómics. Exposició dedicada al gènere western.[2]
- El humor no se recorta. Exposició dedicada als còmic de temàtica social i homorística sobre la crisi econòmica i les retallades socials. L'exposició va mostrar còmics i vinyetes publicades en revistes d'humor gràfic i altres publicacions.[2]
- Josep Maria Berenguer, retrat d'un editor. Exposició en homenatge a Josep Maria Berenguer, que havia mort el 2012. Berenguer havia fundat l'editorial La Cúpula i sigut director de la revista de còmic underground El Víbora.
- La Patrulla X i els Vejadors. Exposició dedicada la 50è aniversari de la La Patrulla X i del grup Els Venjadors, els dos grups de superherois creats per Stan Lee i Jack Kirby els anys 1970.[2]
- 75 anys de Superman. Exposició dedicada a Superman, el superheroi creat per Joe Shuster i Jerry Siegel, en motiu del seu 75è aniversari.
- Centenari d'Ambrós. Gran retrospectiva en homenatge al dibuixant Ambrós, autor de sèries com El jinete fantasma o Chispita, i il·lustrador de El Capitán Trueno. El 1989, el Saló li havia atorgat el Gran Premi del Saló.[4]
- Quaderns de viatge. Exposició dedicada als quaderns de viatge, un nou gènere de còmic en el qual l'autor il·lustra les seves experiències al llarg dels seus viatges i estades a l'estranger. Aquest gènere compta amb coneguts autors com Guy Delisle o Liniers, que van ser autors convidats al Saló i van exposar una mostra de les seves obres en aquesta exposició.[5]

### Exposicions dels premis del Saló de 2012
- José Ortiz. Retrospectiva dedicada a José Ortiz, guanyador del Gran Premi del Saló de 2012.
- Aventuras de un oficinista japonés. Exposició dedicada al còmic Aventuras de un oficinista japonés i demés obra de José Domingo, guanyador del Premi a la Millor Obra de Saló de 2012.
- Sangre de mi sangre. Exposició dedicada al còmic de Lola Lorente, proclamada Autora revelació del Saló de 2012 pel còmic Sangre de mi sangre.
- Usted. Exposició dedicada al fanzine Usted, guanyador del Premi al Millor Fanzine del Saló de 2012.

## Palmarès[6]

### Gran Premi del Saló
- Purita Campos

### Millor obra
| Títol               | Autor                          | Editorial   |
| ------------------- | ------------------------------ | ----------- |
| Ardalén             | Miguelanxo Prado               | Norma       |
| Aurore              | Enrique Fernández              | Norma       |
| Cenizas             | Álvaro Ortiz                   | Astiberri   |
| Dorian Gray         | Enrique Corominas              | Diábolo     |
| El Héroe 2          | David Rubín                    | Astiberri   |
| La máquina de Efrén | Cristina Durán Miguel A. Giner | Sins Entido |
| La piel del oso     | Zidrou Oriol Hernández         | Norma       |
| Miércoles           | Juan Berrio                    | Sins Entido |
| No cambies nunca    | David Sánchez                  | Astiberri   |
| Vapor               | Max                            | La Cúpula   |

### Millor obra estrangera
| Títol                                 | Títol original                           | Autor                        | Editorial                                    | País         |
| Portugal                              | Portugal                                 | Cyril Pedrosa                | Norma                                        | França       |
| El cazador cazado                     | Le chasseur déprime                      | Moebius                      | Norma                                        | França       |
| El hombre que se dejó crecer la barba | L'homme qui se laissait pousser la barbe | Olivier Schrauwen            | Fulgencio Pimentel Editor                    | Bèlgica      |
| Filigranas del clima (Frank 2)        | Weathercraft (Frank)                     | Jim Woodring                 | Fulgencio Pimentel Editor                    | Estats Units |
| Goliat                                | Goliath                                  | Tom Gauld                    | Sins Entido Apa Cómics                       | Escòciae     |
| Mister Wonderful                      | Mister Wonderful                         | Daniel Clowes                | Reservoir Books                              | Estats Units |
| Pudridero 1                           |                                          | Johnny Ryan                  | Fulgencio Pimentel Editor Entrecomics Comics | Regne Unit   |
| Quai d'Orsay 2                        | Quai d'Orsay 2                           | Abel Lanzac Christophe Blain | Norma                                        | França       |
| Reproducción por mitosis              |                                          | Shintaro Kago                | Editores de Tebeos                           | Japó         |
| Wimbledon Green                       | Wimbledon Green                          | Seth                         | Ediciones Sins Entido                        | Canadà       |

### Autor revelació
| Autor                   | Títol                                          | Editorial   |
| ----------------------- | ---------------------------------------------- | ----------- |
| Oriol Hernández Sánchez | La piel del oso                                | Norma       |
| Juan Díaz-Faes          | Éxito para perdedores                          | Astiberri   |
| Néstor F.               | Moowiloo Woomiloo                              | Entrecomics |
| Jordi Palomé            | Sherlock Holmes y la conspiración de Barcelona | Norma       |
| Pablo Ríos              | Azul y pálido                                  | Entrecomics |

### Millor fanzine
| Títol                |
| -------------------- |
| Adobo                |
| Arròs Negre          |
| El cuaderno del Yeti |
| Thermozero           |
| Zocalo               |

### Premi del Públic
- Sleepers de Luis NTC

## Programa cultural

### Conferències, trobades amb autors i taules rodones
| Data                 | Hora           | Acte |
| -------------------- | -------------- | --- |
| Dijous 11 d'abril    | 16.30 h.       | Taula rodona "Dibuixants nacionals als EE.UU" Moderador: Pedro López (AACE) Ponents: Sergio Ariño Fernando Blanco Iván Fernández Silva                                                              |
| Dijous 11 d'abril    | 17.00-20.00 h. | "El còmic, una eina pedagògica". V. jornada de ponències dirigida a docents i pedagogs. |
| Dijous 11 d'abril    | 17.30 h.       | Taula rodona "L'humor no es retalla". Moderador: Alfons López Ponents: Toni Batllori Pepe Farruqo Miquel Ferreres Albert Monteys                                                                    |
| Dijous 11 d'abril    | 19.00 h.       | Trobada de clubs de lectura amb Guy Delisle. Presenta: Pepe Gálvez |
| Divendres 12 d'abril | 11.00 h.       | Conferència "Superman en el còmic, la ràdio, el cinema i la televisió". Ponent: Rubén González |
| Divendres 12 d'abril | 12.00 h.       | Taula rodona "Animació a Sri Lanka en el context regional del Sudest asiàtic". Moderadora: Menene Gras Ponents: Kristopher Fernandes Pilar Petit                                                    |
| Divendres 12 d'abril | 13.00 h.       | Taula rodona "Cent anys del naixement d'Ambrós". Moderador: Pepe Gálvez Ponents: Eladio Gómez Francesc Franco Jaume Vidal                                                                           |
| Divendres 12 d'abril | 16.00 h.       | Taula rodona "Parlem del Crowfunding". Moderador: Antoni Guiral Ponents: Jordi Bayarri Iván Sarnago José Antonio Serrano                                                                            |
| Divendres 12 d'abril | 16.00 h.       | Trobada amb Ralf König. |
| Divendres 12 d'abril | 17:30 h.       | Taula rodona "Descobrint a Superman". Moderador: Javier Olivares (www.supermanjaviolivares.net) Ponents: Francisco Calderón (ECC Ediciones) Hank Kanalz (editor de DC) Ariel Olivetti Pere Pérez    |
| Divendres 12 d'abril | 18.30 h.       | Trobada amb Kevin Eastman i Ciro Nieli. Presentació: Jaume Vidal |
| Divendres 12 d'abril | 19.30 h.       | Trobada amb Manu Larcenet. |
| Dissabte 13 d'abril  | 11.00 h.       | Taula rodona "El Western en els còmics". Moderador: Antoni Guiral Ponents: Michel Blanc-Dumont François Corteggiani R. M. Guèra Esteve Polls                                                        |
| Dissabte 13 d'abril  | 12.30 h.       | Taula rodona "50 anys de La Patrulla-X i Els Venjadors". Moderador: Julián Clemente Ponents: Alejandro Martínez Viturtia (Panini) Marco Lupoi (Panini) Daniel Ketchum (Marvel Comics) David Baldeón |
| Dissabte 13 d'abril  | 17.00 h.       | Taula rodona "Els quadernistes". Moderador: Jaume Vidal Ponents: Florent Chavouet Guy Delisle Sagar Forniés Liniers                                                                                 |
| Dissabte 13 d'abril  | 18.30 h.       | Taula rodona. "Western Made in Spain". Moderador: Carlos Aguilar Ponents: Eugenio Martín Lone Faerch Mike Hostench                                                                                  |
| Dissabte 13 d'abril  | 19.30 h.       | Trobada amb Adam Hughes. |
| Dissabte 13 d'abril  | 19.30 h.       | Taula rodona "El còmic independent". Moderador: Pepe Gálvez Ponents: Victoria Chamizo (Ediciones Babylon) Néstor F. Pedro "Kat" Medina (Fandogamia Editorial) Andrés Palomino (Autoeditores)        |
| Diumenge 14 d'abril  | 11.00 h.       | Taula rodona "La influència del còmic en el cinema asiàtic". Moderadora: Menene Gras (Casa Asia). Ponents: Quim Crusellas Domingo López                                                             |
| Diumenge 14 d'abril  | 11.30 h.       | Conferència "Introducció al Superman del nou Univers DC". Ponent: Javier Olivares |
| Diumenge 14 d'abril  | 12.00 h.       | Taula rodona "Cinema d'animació vs. còmics". Moderador: José Antonio Cerro (ECAM) Ponents: Oriol Hernández Antonio Navarro Jacobo Navarro Renato Roldán                                             |
| Diumenge 14 d'abril  | 12.30 h.       | Conferència "Entre el desig i la realitat: el repte del còmic en català". Ponent: Eduard Baile. |
| Diumenge 14 d'abril  | 13.00 h.       | Taula rodona "Recordant a Enric Sió". Moderador: Jaume Vidal Ponents: Carme Amorós Romà Gubern Joan Navarro Vicent Sanchis                                                                          |
| Diumenge 14 d'abril  | 16.00 h.       | Taula rodona "La nova historieta espanyola (1980-1986)". Moderador: Julián Mezzadri Ponents: Emili Bernárdez Martí Pedro Pérez del Solar                                                            |
| Diumenge 14 d'abril  | 17.30 h.       | Taula rodona "Còmics online". Moderador: Xavier Águeda Ponents: Jordi Bayarri Iván Sarnago Marcos Martín Lluís Miquel Abián                                                                         |
| Diumenge 14 d'abril  | 19.00 h.       | Taula rodona "Els còmics de Star Trek". Ponents: Julián Sánchez Sergi Toboso Organiza: Club Star Trek d'Espanya.                                                                                    |

### Projeccions, presentacions i premis
| Data                 | Hora | Acte |
| -------------------- | --- | --- |
| Divendres 12 d'abril | | |
| 17:00 h.             | Presentació del Catàleg dels Tebeos a Espanya. Ponents: Félix López Manuel Barrero Antonio Martín Antoni Guiral | |
| 17:30 h.             | Presentació del llibre Marvel Ahora! Ponents: Sandro Mena Raúl López Pedro Monje | |
| 19:00 h.             | Entrega dels Premis de la "Asociación de Autores de Cómic de España (AACE)". | |
| 20.30 h.             | Projecció del capítol pilot de Conejo frustrado, de Mike Bonales. | |
| Dissabte 13 d'abril  | | |
| 12.30 h.             | Presentació i projecció de Kenshin, el guerrero samurái, de Mediatres Estudio. | |
| 13.30 h.             | Presentació del llibre El viaje del superhéroe, de Dolmen Editorial Ponents: Iñigo de Prada Sara G. Rodríguez Vicente García | |
| 16.00 h.             | Presentació de l'associació ACDCómic i taula rodona "La crítica de còmics a Espanya: del consum pop a l'assaig literari". Moderador: Breixo Harguindey Ponents: Javier Calvo Daniel Fernández Castany Eloy Fernández Porta Antonio Martín | |
| 17.30 h.             | Presentació de Los chicos que coleccionaban tebeos (Panini), de Julián Clemente i Helio Mira. Ponents: Alejandro M. Viturtia Presència dels autors                                                                                        | |
| 20.30 h.             | Projecció de documentals i curtmetratges del director David Muñoz: Un chico de portada. El arte de Macario Gómez Capitán Justicia Max Matanzas                                                                                            | |
| Diumenge 14 d'abril  | 11.00 h. | Presentació i projecció del tràiler de la pel·lcula Capa caída, de Santiago Alvarado Ponent: Javier Olivares |
| Diumenge 14 d'abril  | 13.30 h. | Presentació i projecció de Prodigy-Man. Ponent: Xavier Cristóbal                                             |
| Diumenge 14 d'abril  | 16.00 h. | Presentació i projecció del curtmetratge Metal Creepers, d'Adrián Cardona                                    |
| Diumenge 14 d'abril  | 16.30 h. | Projecció del concert "El romance del Capitán Trueno", de Elías Bravo i Jordi Codina.                        |
| Diumenge 14 d'abril  | 18.15 h. | Presentació de l'últim capítol de la quarta temporada de Cálico Electrónico, per Niko.                       |
| Diumenge 14 d'abril  | 18.45 h. | Projecció del curtmetratge Crossbow: Año Uno, de Tino Fernández.                                             |
| Diumenge 14 d'abril  | 19.15 h. | Presentació i projecció del documental Comix para supervivientes, de Guillermo A. Chaia i Javier R. Cortés.  |